# Províncies de l'Argentina

Mapa de les províncies de l'Argentina.

Les províncies de l'Argentina són les unitats administratives de primer ordre que constitueixen el país.
Jurídicament l'Argentina es va constituir com una federació de províncies i manté per mandat constitucional els noms històrics de Províncies Unides del Riu de la Plata i de Confederació Argentina, a més del de República Argentina (l'únic usual).
Segons la constitució de 1853, reformada en diverses ocasions, l'última el 1994, l'Argentina és una república federal. El 2010 existeixen 23 províncies. La ciutat autònoma de Buenos Aires no té caràcter de província ans una ciutat autònoma amb atribucions similars però menors, qualitativament i quantitativament, que no pas una província, que a més, és la capital de la República.
Les províncies conserven tot el poder no delegat mitjançant la constitució al govern federal, o el que s'hagin reservat expressament en pactes especials quan aquestes es van incorporar a la federació. Les províncies tenen les seves pròpies institucions locals i es regeixen per elles. N'elegeixen governadors, legisladors i altres funcionaris, sense cap intervenció del govern federal. A més a més, cada província promulga la seva pròpia constitució, que li assegura l'autonomia municipal.
No obstant l'autonomia del govern, el govern federal pot intervenir dins les províncies per a garantir la forma republicana de govern, repel·lir les invasions exteriors, i a petició de les autoritats provincials, per a sostenir-les o restablir-les, si haguessin estat deposades per sedició o per invasió d'una altra província.

## Llista
La taula següent mostra les abreviatures IATA (abrev. IATA) i ISO, la població (pobl.), superfície (sup.), densitat de població (dens. de pobl.) i altres dades.
Les vint-i-tres províncies argentines són:
| Província                                                       | Bandera              | Abrev. IATA | Pobl. (cens 2022) | Pobl. (cens 2022) | Sup. (km²) | Sup. (km²) | Dens. de pobl. (hab/km²) | Capital                             | Declaració d'autonomia |
| Província                                                       | Bandera              | Abrev. IATA | Absoluta          | Percentual        | Sup. (km²) | Sup. (km²) | Dens. de pobl. (hab/km²) | Capital                             | Declaració d'autonomia |
| Província                                                       | Bandera              | Abrev. IATA | Absoluta          | Percentual        | Absoluts   | Percentual | Dens. de pobl. (hab/km²) | Capital                             | Declaració d'autonomia |
| --------------------------------------------------------------- | -------------------- | ----------- | ----------------- | ----------------- | ---------- | ---------- | ------------------------ | ----------------------------------- | ---------------------- |
| Província de Buenos Aires                                       |                      | BA          | 17.523.996        | 41%               | 307 571    | 11%        | 57,3                     | La Plata                            | 11 de febrer de 1820   |
| Província de Catamarca                                          | Bandera de Catamarca | CA          | 429.562           | 1%                | 102 602    | 4%         | 4,2                      | San Fernando del Valle de Catamarca | 25 d'agost de 1821     |
| Província del Chaco                                             | Bandera de Chaco     | CH          | 1.129.606         | 3%                | 99 633     | 4%         | 11,3                     | Resistencia                         | 8 d'agost de 1951      |
| Província del Chubut                                            |                      | CT          | 592.621           | 1%                | 224 686    | 8%         | 2,6                      | Rawson                              | 15 de juny de 1955     |
| Província de Córdoba                                            | Bandera de Córdoba   | CB          | 3.840.905         | 9%                | 165 321    | 6%         | 23,3                     | Córdoba                             | 5 de gener de 1820     |
| Província de Corrientes                                         |                      | CR          | 1.212.696         | 3%                | 88 199     | 3%         | 13,6                     | Corrientes                          | 20 d'abril de 1814     |
| Província d'Entre Ríos                                          |                      | ER          | 1.425.578         | 3%                | 78 781     | 3%         | 18,2                     | Paraná                              | 23 d'abril de 1814     |
| Província de Formosa                                            |                      | FO          | 607.419           | 1%                | 72 066     | 3%         | 8,0                      | Formosa                             | 15 de juny de 1955     |
| Província de Jujuy                                              | centro               | JY          | 811.611           | 2%                | 53 219     | 2%         | 15,2                     | San Salvador de Jujuy               | 17 de desembre de 1836 |
| Província de La Pampa                                           |                      | LP          | 361.859           | 1%                | 143 440    | 5%         | 2,5                      | Santa Rosa                          | 8 d'agost de 1951      |
| Província de La Rioja                                           |                      | LR          | 383.865           | 1%                | 89 680     | 3%         | 4,2                      | La Rioja                            | 1 de març de 1820      |
| Província de Mendoza                                            |                      | MZ          | 2.043.540         | 5%                | 148 827    | 5%         | 13,7                     | Mendoza                             | 1 de març de 1820      |
| Província de Misiones                                           |                      | MI          | 1.278.873         | 3%                | 29 801     | 1%         | 42,8                     | Posadas                             | 10 de desembre de 1953 |
| Província del Neuquén                                           |                      | NQ          | 710.814           | 2%                | 94 078     | 3%         | 7,5                      | Neuquén                             | 15 de juny de 1955     |
| Província de Río Negro                                          |                      | RN          | 750.768           | 2%                | 203 013    | 7%         | 3,7                      | Viedma                              | 15 de juny de 1955     |
| Província de Salta                                              |                      | SA          | 1.441.351         | 3%                | 155 488    | 6%         | 9,3                      | Salta                               | 17 de desembre de 1836 |
| Província de San Juan                                           | borde                | SJ          | 822.853           | 2%                | 89 651     | 3%         | 9,3                      | San Juan                            | 1 de març de 1820      |
| Província de San Luis                                           |                      | SL          | 542.069           | 1%                | 76 748     | 3%         | 7,2                      | San Luis                            | 1 de març de 1820      |
| Província de Santa Cruz                                         |                      | SC          | 337.226           | 1%                | 243 943    | 9%         | 1,4                      | Río Gallegos                        | 22 de novembre de 1956 |
| Província de Santa Fe                                           |                      | SF          | 3.544.908         | 8%                | 133 007    | 5%         | 26,6                     | Santa Fe                            | 10 de maig de 1816     |
| Província de Santiago del Estero                                |                      | SE          | 1.060.906         | 2%                | 136 351    | 5%         | 7,7                      | Santiago del Estero                 | 27 d'abril de 1820     |
| Província de Terra del Foc, Antàrtida i Illes de l'Atlàntic Sud |                      | TF          | 185.732           | 0%                | 21 571     | 1%         | 0,2                      | Ushuaia                             | 26 d'abril de 1990     |
| Província de Tucumán                                            | Bandera de Tucumán   | TU          | 1.731.820         | 4%                | 22 524     | 1%         | 76,7                     | San Miguel de Tucumán               | 25 de novembre de 1825 |